# Ole Haavardsholm
Ole Haavardsholm (* 18. Juli 1989 in Stavanger) ist ein ehemaliger norwegischer Radrennfahrer.

## Sportliche Laufbahn
Ole Haavardsholm wurde 2006 und 2007 norwegischer Meister im Einzelzeitfahren der Junioren und er gewann eine Etappe bei der Münsterland Tour. Außerdem gewann er je eine Etappe bei Sint-Martinusprijs Kontich  und beim Grand Prix General Patton, wo er auch Gesamtzweiter wurde. Bei der Junioren-Europameisterschaft in Sofia gewann er die Bronzemedaille im Straßenrennen.
Von 2008 bis 2010 fuhr Haavardsholm für das norwegische Continental Team Joker Bianchi. In dieser Zeit gewann er 2009 das Eintagesrennen Poreč Trophy.

## Erfolge
2006
- Norwegischer Meister – Einzelzeitfahren (Junioren)

2007
- Norwegischer Meister – Einzelzeitfahren (Junioren)
- eine Etappe Sint-Martinusprijs Kontich
- eine Etappe Grand Prix General Patton

2009
- Poreč Trophy